# Cormoret
Cormoret là một đô thị ở huyện Courtelary ở bang Bern ở Thụy Sĩ. Đô thị này có diện tích 13,43 km², dân số năm 2005 là 508 người. Đô thị này nằm ở khu vực nói tiếng Pháp Bernese Jura (Jura Bernois).